# Svartnö–Kaja
Svartnö–Kaja är ett naturreservat på två obebyggda öar, Svärtö och Kaja, i norra Marsund i Hammarland på  Åland. Svartnö som är den större av öarna skiljs från Rågvik på Hammarlands fastland av en smal kanal. Öarna tillhörde tidigare Grelsby kunsgård, de styckades ut och gjordes till allmänt skyddsområde 1938 och naturreservat 1987.
Naturreservatet Svartnö–Kaja består av orörd barrskog, kalare hällmarker och smärre partier med myr.
Svartnös area är 41,4 hektar och dess största längd är 1,3 kilometer i nord-sydlig riktning. Kajas area är 2,2 hektar och dess största längd är 300 meter i nord-sydlig riktning.